# 1532
- Wikisource

| Calendário gregoriano                                                        | 1532 MDXXXII                                          |
| Ab urbe condita                                                              | 2285                                                  |
| Calendário arménio                                                           | 981 – 982                                             |
| Calendário bahá'í                                                            | -312 – -311                                           |
| Calendário budista                                                           | 2076                                                  |
| Calendário chinês                                                            | 4228 – 4229 Início a 6 de fevereiro (aproximadamente) |
| Calendário copta                                                             | 1248 – 1249                                           |
| Calendário etíope                                                            | 1524 – 1525                                           |
| Calendários hindus - Vikram Samvat - Calendário nacional indiano - Cáli Iuga | 1587 – 1588 1453 – 1454 4632 – 4633                   |
| Calendário Holoceno                                                          | 11532                                                 |
| Calendário islâmico                                                          | 938 – 939                                             |
| Calendário judaico                                                           | 5292 – 5293                                           |
| Calendário persa                                                             | 910 – 911                                             |
| Calendário rúnico                                                            | 1782                                                  |
| Calendário solar tailandês                                                   | 2075                                                  |

1532 (MDXXXII, na numeração romana) foi um ano bissexto do século XVI do calendário juliano, da Era de Cristo, e as suas letras dominicais foram  G e F (52 semanas), teve início numa segunda-feira e terminou numa terça-feira.
| Ano completo                            |
| --------------------------------------- |
| Ano bissexto com início à segunda-feira |

## Eventos
- 22 de janeiro — Martim Afonso de Sousa funda a vila de São Vicente, Brasil.
- 30 de abril — Francisco Pizarro funda San Francisco de la Buenaesperanza de Paita, a primeira localidade portuária hispânica no Peru.
- 15 de agosto — Pizarro funda San Miguel de Pirua na costa do Peru.
- 16 de novembro — Pizarro prende o imperador inca Atahualpa.
- O Sudário de Turim é seriamente danificado por um incêndio.
- A Mesa da Consciência e Ordens é criada por D. João III de Portugal.
- Criação da Liga de Esmalcalda, uma liga político-militar protestante alemã criada para lutar contra as forças católicas ligadas ao imperador Carlos V.
- Fundação do Reino de Tanjavur, vassalo do Império de Bisnaga, no sul da Índia.

## Nascimentos

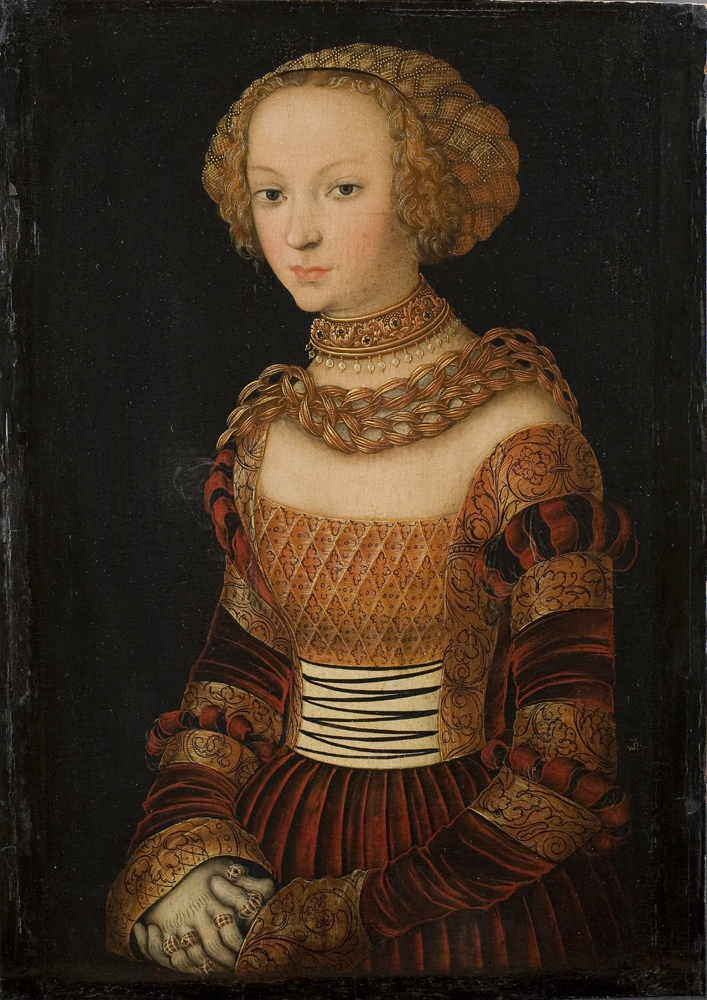
Ana da Dinamarca (1532-1585)

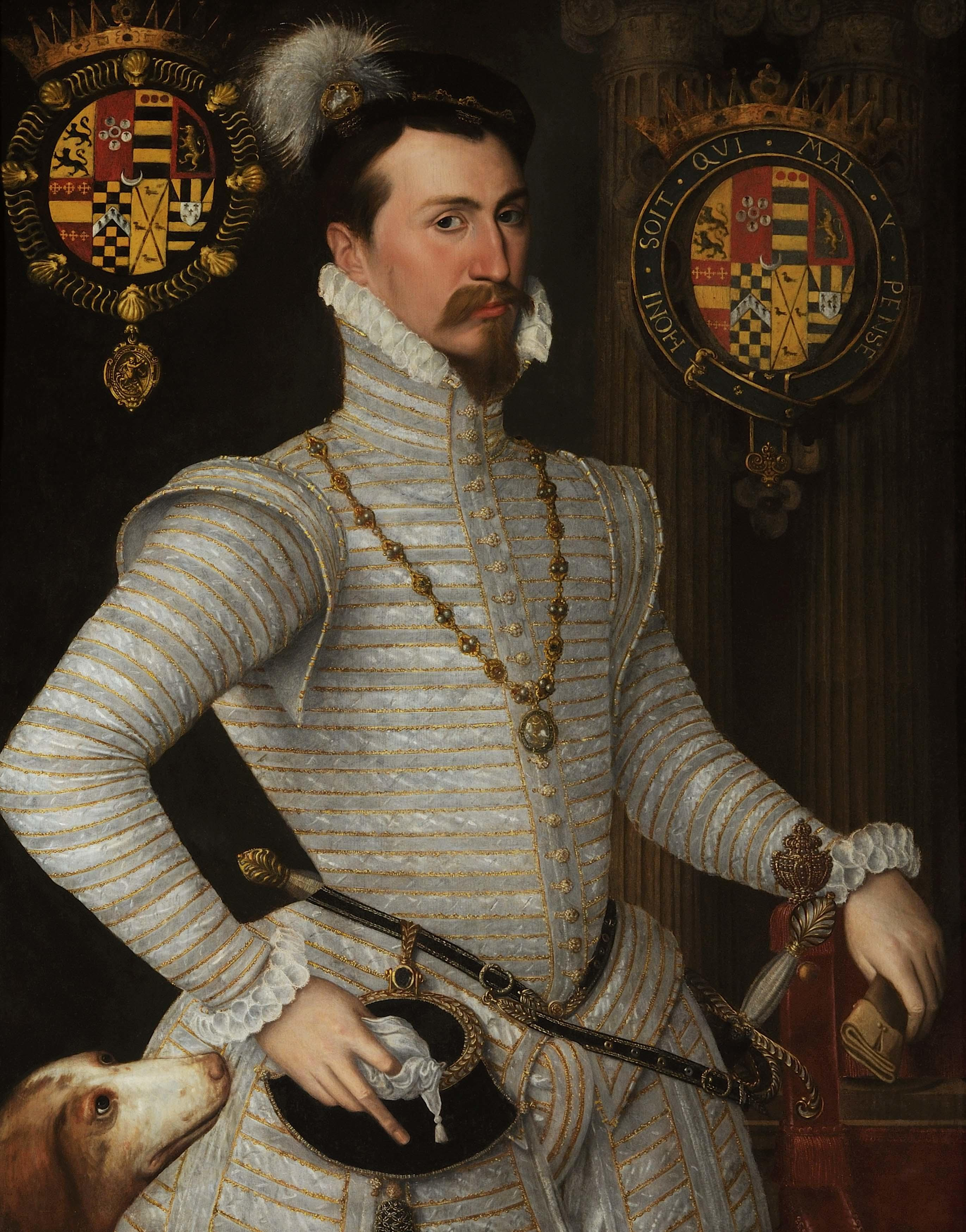
Robert Dudley (1532-1588)

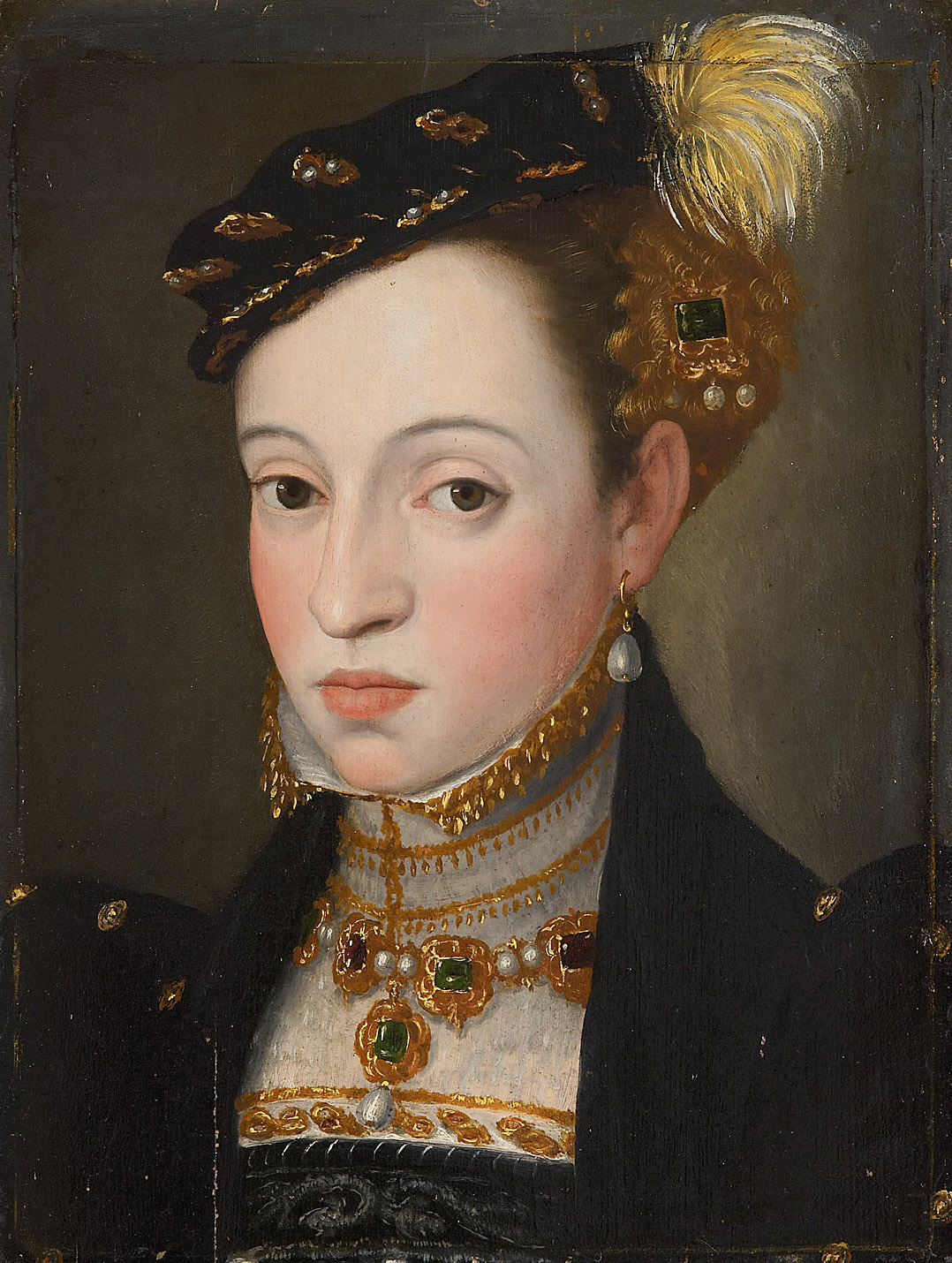
Madalena da Áustria (1532-1590)

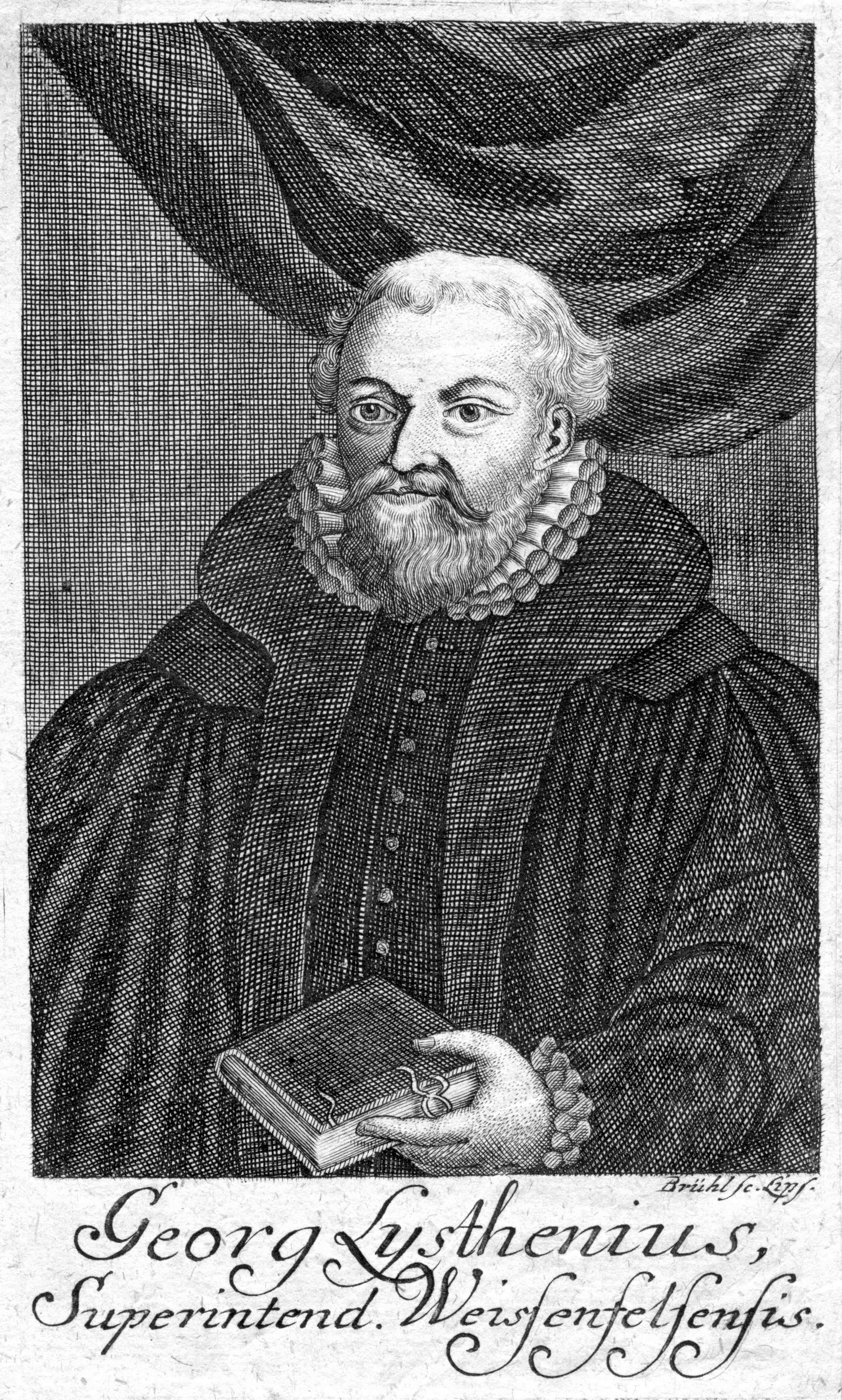
Georg Lysthenius (1532-1596)

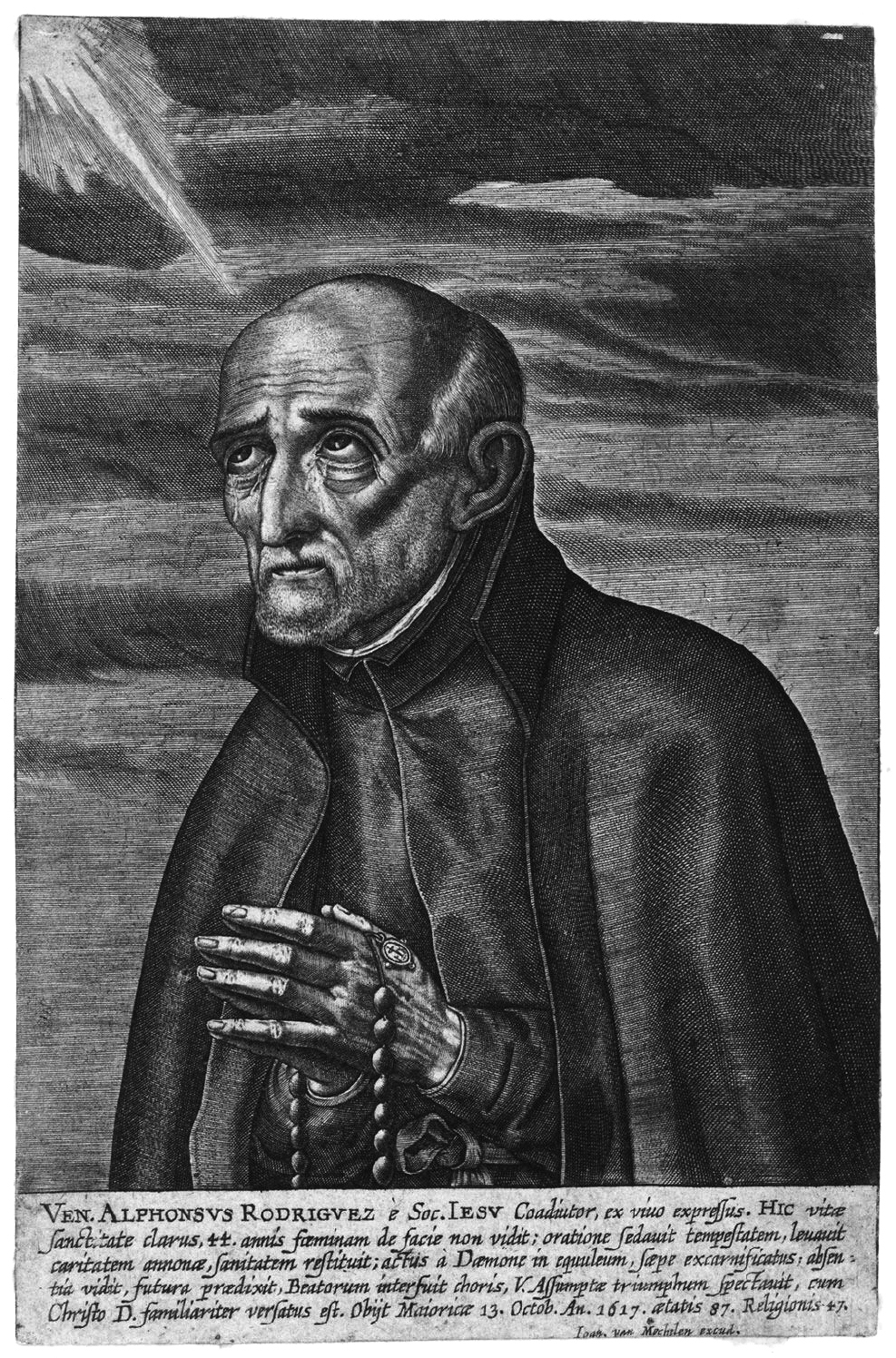
Alphonsus Rodríguez (1532-1617)

- Domenico Scandella, chamado Menocchio moleiro da Frúlia (Itália) (m. 1600).
- 13 de janeiro — Ludwig Helmbold, teólogo luterano e hinógrafo alemão (m. 1598).
- 29 de janeiro — Lorenz Dürnhofer, teólogo luterano alemão (m. 1594).
- 19 de fevereiro — Jean Antoine de Baïf, poeta, compositor e humanista francês (m. 1589).
- 21 de fevereiro — Alfonso Ceccarelli, médico, historiador, genealogista e falsário italiano (m. 1583).
- 1 de março — Hans Thomissøn, teólogo e poeta dinamarquês (m. 1573).
- 20 de março — San Giovanni de Ribera, vice-rei e arcebispo de Valência (m. 1611).
- 25 de março — Pietro Pontio, compositor e teórico musical italiano (m. 1596).
- 10 de abril — Esaias Heidenreich, teólogo evangélico alemão (m. 1589).
- 13 de abril — Frederik Oldenburg, Barão de Hildesheim (m. 1556).
- 21 de abril — Martin Schalling, O Jovem, teólogo evangélico e reformador alemão (m. 1608).
- 24 de abril — Thomas Lucy, magistrado e político inglês (m. 1600).
- 2 de maio — Bernardo Giacomini, compositor italiano (m. 1562).
- 2 de junho — Frederico, Duque de Braunschweig, filho de Ernst I von Braunschweig-Lüneburg (1497-1546) (m. 1553).
- 6 de junho — Giulio Antonio Santorio, cardeal italiano (m. 1602).
- 7 de junho — Amy Dudley, primeira esposa de Robert Dudley (m. 1560).
- 13 de junho — Helene, Condessa Palatina de Simmern, filha de Johann II. von Simmern  (1492-1597) (m. 1579).
- 15 de junho — Franciscus Costerus, Frans de Costere, jesuíta e pregador belga (m. 1619).
- 23 de junho — Ōmura Sumitada, daimyo japonês (m. 1587).
- 24 de junho — Edzard II., Conde da Frísia Oriental (m. 1598).
- 24 de junho — Guilherme, O Sábio, landegrave de Hesse-Cassel (m. 1592).
- 24 de junho — Robert Dudley, 1º Conde de Leicester, suposto amante da rainha Elizabeth I (m. 1588).
- 4 de julho — Friedrich Widebrand, em latim, Fridericus Widebramus, ou Friedrich Widebram, teólogo evangélico alemão e professor de teologia (m. 1585).
- 12 de julho — Matilde da Bavaria, em alemão, Mechthild von Bayern, filha de Guilherme IV, O Constante (m. 1565).
- 25 de julho — Alphonsus Rodriguez, jesuíta e santo espanhol (m. 1617).
- 29 de julho — Georg Lysthenius, Georg List, teólogo luterano alemão (m. 1596).
- 11 de agosto — Catarina, Condessa de Helfenstein, filha de Ulrich XI von Helfenstein (1486-1548) (m. 1578).
- 14 de agosto — Madalena da Áustria, Madalena de Habsburgo,  filha do Imperador Fernando I (m. 1590).
- 5 de setembro — Jacopo Zabarella, filósofo e lógico italiano (m. 1589).
- 30 de setembro — Johannes Alber, teólogo alemão, filho do reformador Matthäus Alber (m. 1590).
- 4 de outubro — Francisco de Toledo Herrera, teólogo e filósofo espanhol (m. 1596).
- 19 de outubro — Gábor Perényi, reformador húngaro e fundador de uma escola protestante em Sárospatak (m. 1567).
- 23 de outubro — Joachim Curaeus, teólogo e médico alemão (m. 1573).
- 30 de outubro — Wolf II. von Schönburg, filho de Ernst III von Schönburg (1486-1534) (m. 1581).
- 1 de novembro — Joachim Meister, reitor e filólogo alemão (m. 1587).
- 22 de novembro — Ana da Dinamarca, filha mais velha do rei Cristiano III (m. 1585).
- 28 de novembro — Bartholomäus Ringwaldt, teólogo luterano alemão (m. 1599).
- 7 de dezembro — Ludwig I von Sayn-Wittgenstein, Ludwig I Graf von Sayn-Wittgenstein, b. 7 Dec 1532 \nd. 2 Jul 1605. (m. 1605).
- 20 de dezembro — Johann Günther I., Conde de Schwarzburg-Sondershausen (m. 1586).
- 20 de dezembro — Orazio Samacchini, pintor italiano (m. 1577).
- 26 de dezembro — Guilielmus Xylander, Wilhelm Xylander, filólogo clássico e erudito alemão (m. 1576).
- 27 de dezembro — Castorp von Westernhagen, tocador de alaúde austríaco (m. 1583).

## Mortes

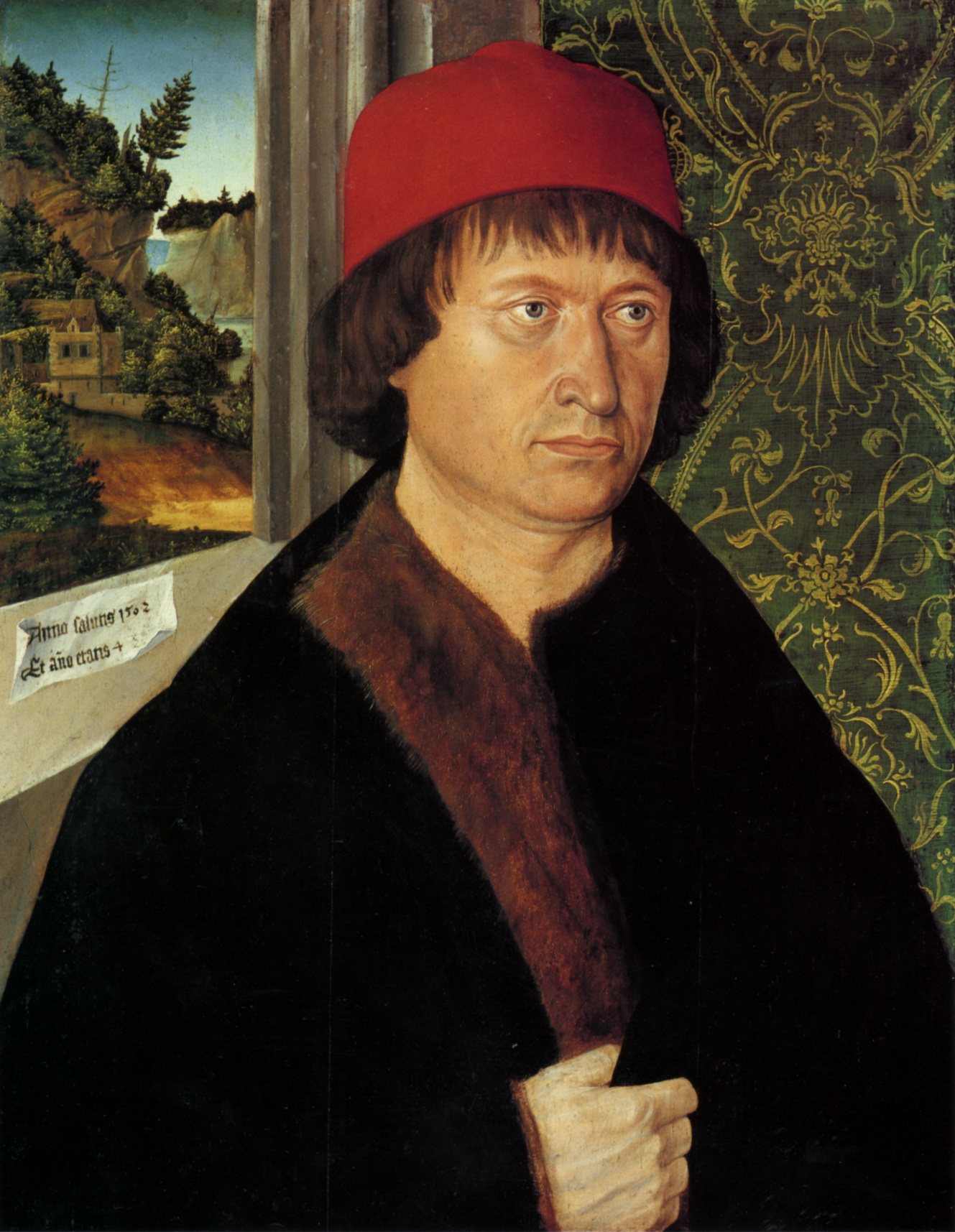
Hugo von Hohenlandenberg (1457-1532)

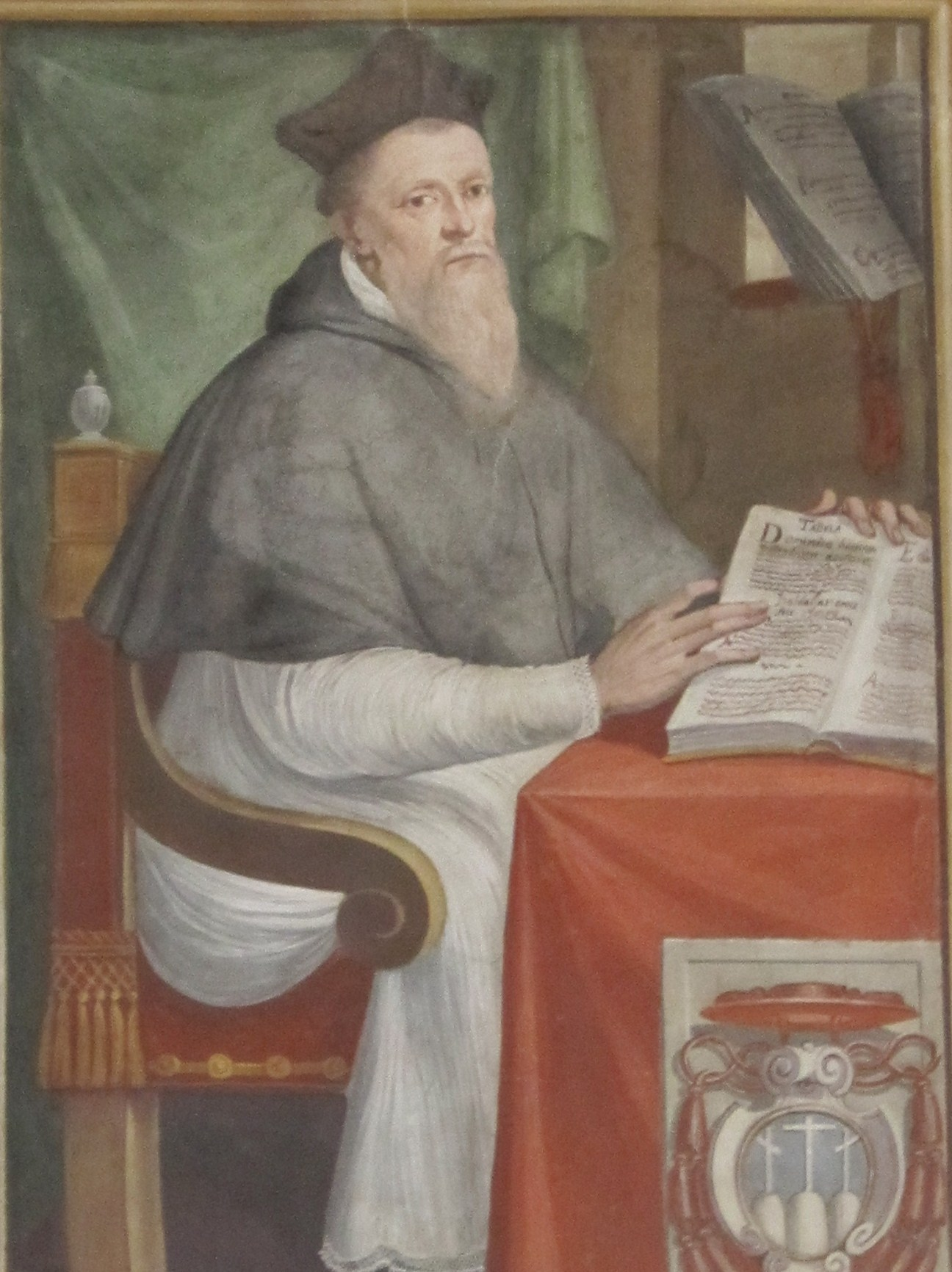
Egídio de Viterbo (1469-1532)

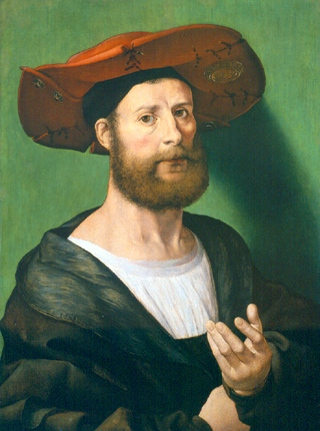
Jan Gossaert (1478-1532)

- 7 de janeiro — Hugo von Hohenlandenberg, Bispo de Constança (n. 1457).
- 7 de janeiro — Rudolph IV, Conde de Helfenstein, filho de Ulrich XI von Helfenstein (1486-1548) (n. 1513).
- 14 de janeiro — Gabrio de Medici, condottiero italiano (n. 1509).
- 31 de janeiro — Edward Sutton, 2º Barão Dudley, filho de Edmund Sutton (1425 – c. 1485) (n. 1460).
- 3 de fevereiro — Accorsino da Lodi, condottiero italiano e comandante do exército milanês a serviço de Francisco Maria Sforza.
- 19 de fevereiro — Henrique, Duque de Braunschweig, filho de Otto V de Lüneburg, O Magnânimo (1439-1471) (n. 1468).
- 26 de fevereiro — Elisabeth, Princesa de Braunschweig-Wolfenbüttel, filha de Heinrich I von Braunschweig-Wolffenbüttel (1463-1514) (n. 1491).
- 29 de fevereiro — Johann III. von Rosenberg, em tcheco Jan III. z Rožmberka, grão-prior da Ordem de São João de Jerusalém (n. 1484).
- 4 de março — Thomas Didymus Vogler, Thomas Aucuparius, humanista alemão (n. 1485).
- 10 de março — Crispin van Stappen, compositor alemão (n. 1465).
- 2 de abril — Magdalena von Mecklenburg, casada com Wratislaw X, Duque da Pomerânia (n. 1454).
- 15 de abril — Michael Gaismair, revolucionário austríaco (n. 1490).
- 14 de maio — Erich von Braunschweig, Duque de Einbeck e Salzderhelden, bispo-eleitor de Paderborn e Osnabrück (n. 1478).
- 19 de maio — Joachim Slüter, reformador alemão (n. 1490).
- 28 de junho — Pompeo Colonna, cardeal e condottiero italiano (n. 1479).
- 9 de agosto — Nicolaus Everhardus, Nicolaas Everaerts, jurista holandês e professor em Lovaina (n. 1462).
- 16 de agosto — João, O Constante, em alemão Johann der Beständige, Eleitor da Saxônia (n. 1468).
- 19 de agosto — Charitas Pirkheimer, abadessa do Convento de Santa Clara em Nuremberg (n. 1466).
- 22 de agosto — William Warham, arcebispo de Canterbury (n. 1450).
- 26 de agosto — Hieronymus Ebner von Eschenbach, mais influente conselheiro de Nuremberg (n. 1477).
- 29 de agosto — Martin Chambiges, arquiteto e engenheiro francês (n. 1460).
- 9 de setembro — Bartholomäus Arnoldi, filósofo e teólogo alemão, Professor de Teologia  (n. 1465).
- 14 de setembro — Henrique Soares de Coimbra, Henricus Coimbrensis, bispo português e autor da primeira missa rezada no Brasil (n. 1465).
- 20 de setembro — Heinrich Stackmann, médico, filólogo e humanista alemão (n. 1485).
- 20 de setembro — Jaime I, 4º duque de Bragança, filho de D. Fernando II 3º duque de Bragança (n. 1479).
- 1 de outubro — Jan Mabuse, Jan Gossaert, pintor flamengo (n. 1478).
- 3 de outubro — Alfonso de Valdés, humanista e chanceler espanhol (n. 1490).
- 12 de novembro — Egídio de Viterbo, orador, humanista, poeta, bispo e cardeal italiano (n. 1469).
- 17 de novembro — Túllio Lombardo, escultor e arquiteto italiano (n. 1455).
- 2 de dezembro — Guglielmus Copus, Guillaume Cop, humanista, filólogo e médico francês (n. 1463).
- 2 de dezembro — Luigi Gonzaga Rodomonte, capitão imperial de Carlos V (n. 1500).
- 3 de dezembro — Ludwig II, Conde Palatino de Zweibruecken, filho de Alexander von Pfalz-Zweibrücken e Veldenz (1462-1514) (n. 1502).
- 8 de dezembro — Giovanni Antonio De Lagaia, pintor suíço-italiano (n. 1495).
- 11 de dezembro — Boldewin Marenholtz, Abade de São Miguel em Lüneburg.
- 11 de dezembro — Pietro Accolti, bispo de Ancona, redigiu a bula contra Martinho Lutero (n. 1455).
- 20 de dezembro — Hans Mikkelsen I, burgomestre de Malmø e tradutor da Bíblia para o dinamarquês (n. 1470).
- 29 de dezembro — Krzysztof Szydłowiecki, nobre, tesoureiro e marechal polonês (n. 1467).

## Por tema
- 1532 no Brasil